# 다우리아고슴도치
다우리아고슴도치(Mesechinus dauuricus)는 고슴도치과에 속하는 포유류의 일종이다. 고립 생활을 하는 작은 고슴도치이다. 러시아 자바이칼(한때 "다우리아"로 불렸던 지역)과 몽골 북부 지역에 분포한다.